# Железничка станица Мартинци
Железничка станица Мартинци је једна од железничких станица на прузи Београд-Шид. Налази се у насељу Мартинци у граду Сремска Митровица. Пруга се наставља ка Кукујевцима у једном смеру и у другом према Сремској Митровици. Железничка станица Мартинци састоји се из 5 колосека.